# Pilatus
Il Pilatus è un massiccio montuoso delle Prealpi Svizzere, il più elevato delle Prealpi di Lucerna, situato appena a sud ovest della città di Lucerna. Il massiccio si trova sul confine tra i cantoni di Lucerna, Nidvaldo e Obvaldo.
La vetta più elevata è il Tomlishorn, e raggiunge i 2128 m s.l.m.
Sulla cima del Pilatus Kulm (2106 m s.l.m.), generalmente indicata con il solo nome di Pilatus, è posto un importante centro turistico con strutture ricettive ed alberghi, da cui si gode di un panorama eccezionale sulla regione del Lago dei Quattro Cantoni. La vetta è collegata alla città di Alpnach dalla Pilatusbahn, la ferrovia a cremagliera più ripida del mondo con una pendenza massima del 48%, attiva da maggio a novembre, in assenza di neve. Il Pilatus Kulm è raggiungibile anche per mezzo di funivia aerea che parte da Kriens.

## Morfologia

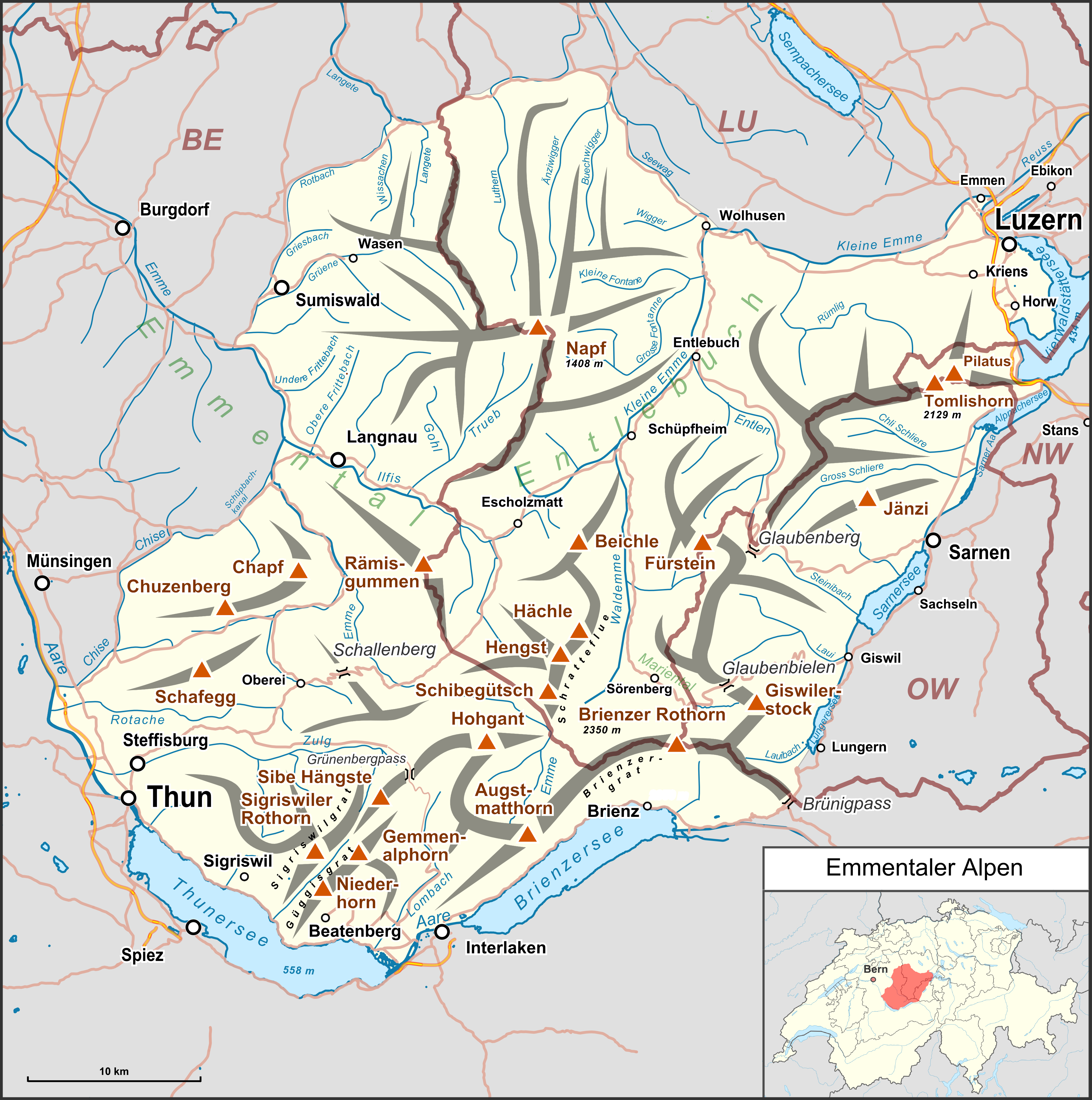
Mappa delle Alpi dell'Emmental. Il Pilatus, di cui è evidenziata la vetta del Tomlishorn, si trova all'estremità orientale.

Secondo il Club Alpino Svizzero il massiccio va annoverato tra le Prealpi di Lucerna come parte delle Prealpi svizzere centrali; ma viene a volte classificato anche tra le Alpi dell'Emmental.
Piuttosto che come un massiccio compatto a struttura chiusa, il Pilatus si presenta come una breve catena montuosa lungo la cui dorsale si innalzano diverse vette rocciose, tra le quali l'Esel (traducibile letteralmente come "asino") rappresenta la formazione rocciosa più sorprendente.

### Vette principali
La catena si sviluppa da ovest a est a partire dal Risetestock (1759 m s.l.m.) attraverso le vette: Stäfeliflue (1922 m s.l.m.), Gnepfstein Mittaggüpfi (1916 m s.l.m.) e Rottosse (1777 m s.l.m.), queste ultime delimitano a sud l'alta Eigental, dove si trova l'Oberalp con l'ormai asciutto Pilatussee (lago di Pilato). La dorsale prosegue verso oriente con la cima Widderfeld (2075 m) per poi sprofondare nella sella del Gemsmättlis, (sita ancora nel cantone di Nidvaldo, ma appena più a sud del confine con il cantone di Lucerna). La cresta sale poi fino al Tomlishorn (2128 m s.l.m.), dove tocca la massima elevazione, e raggiunge infine Oberhaupt (2106 m s.l.m.), Pilatus Kulm (2106 m) e Esel (2118 m s.l.m.) che completano la catena nell'estremità orientale, sopra la città di Lucerna. Da qui si stacca verso sud un breve crinale culminante sul Matthorn (2041 m s.l.m.), che si trova quindi fuori dalla dorsale principale.

### Vette secondarie
A nord della Oberhaupt si trova il Klimsenhorn (1907 m s.l.m.) con due contrafforti: la dorsale nord-ovest prende il nome di Lauelenegg (1442 m s.l.m.), e culmina sul Höchberg (1198 m s.l.m.), per poi piegare leggermente a ponente verso Würzenegg (1173 m s.l.m.), dividendo la valle Eigental a ovest e dal bacino del torrente Ränggbach (affluente destro del Klein Emme) a est; a nord-est della Oberhaupt invece la falda del Fräkmüntegg (1469 m s.l.m.) si estende verso oriente attorno al bacino idrografico del torrente Steinibach (che corre ad est fino a sfociare nel Lago dei Quattro Cantoni presso Lucerna), per poi virare a settentrione fino al Krienseregg (1026 m s.l.m.), dividendo i bacini idrografici dei suddetti Ränggbach a ovest e Steinibach a est.
Tornando sulla dorsale principale, a est dell'Esel si trova la cima del Rosegg (1972 m s.l.m.), la cresta continua poi con lo Steiglihorn (1968 m s.l.m.), il Windegg (1673 m s.l.m.) e il Chrummhorn (1254 m s.l.m.), per poi proseguire ancora a oriente con il Renggpass (886 m s.l.m.) fino a immergere la falda del Lopper (839 m s.l.m.) nel Lago dei Quattro Cantoni.

### Formazioni geologiche di interesse
A nord del Tomlishorn si trovano le scogliere del Chastelendossen (1883 m s.l.m.).
Sul lato sud del Widderfeldes (letteralmente "campo di ariete") si trova il  Mondmilchloch ("buco del latte lunare").

## Fauna

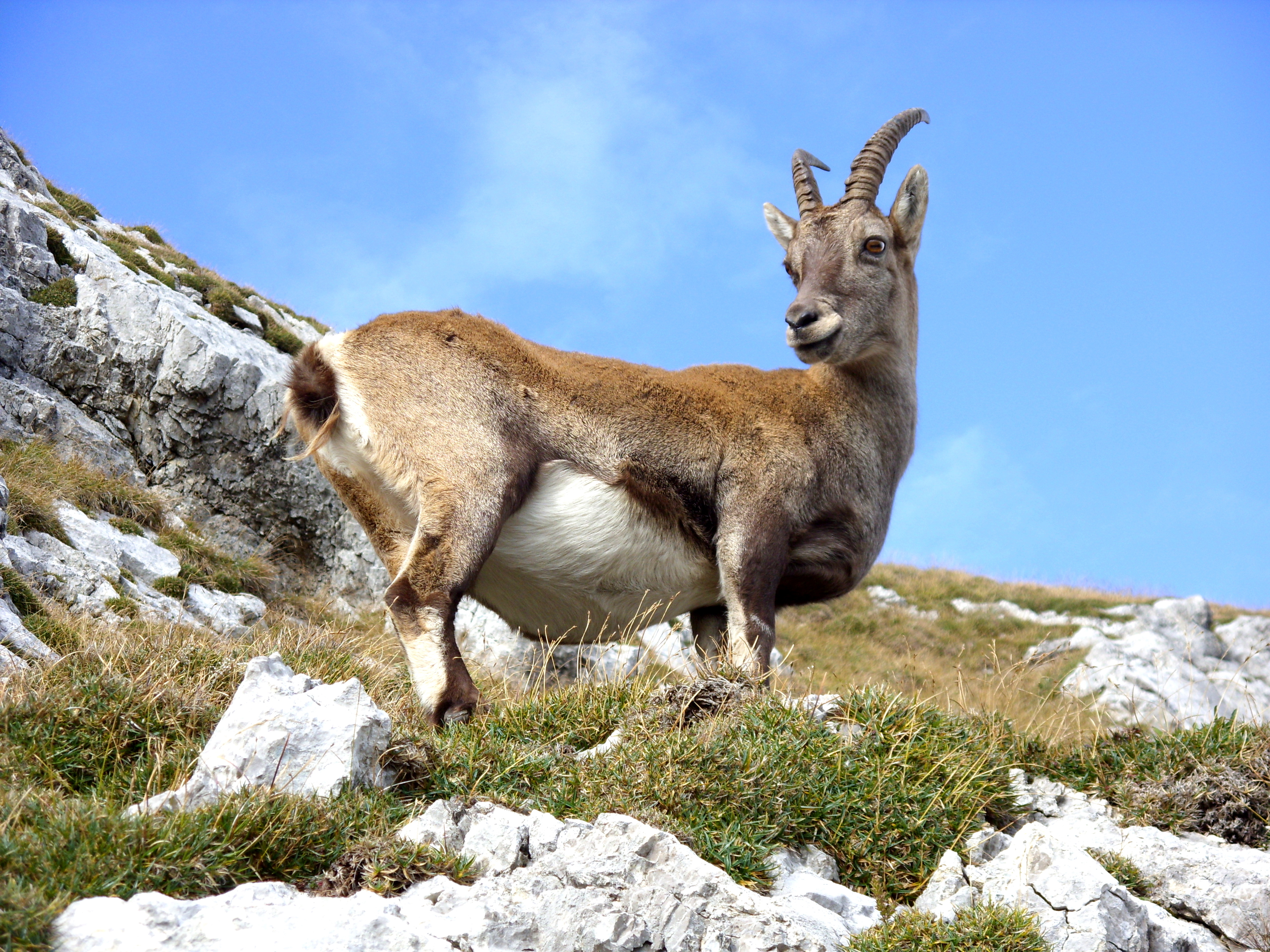
Stambecco alpino sul Pilatus

L'ultimo documento che attesta la presenza degli orsi sul Pilatus è la registrazione di un abbattimento nel 1726.
La scomparsa dello stambecco alpino risale al XVII secolo, ma a partire dal 1961 iniziarono i piani per il ripopolamento: gli esemplari furono catturati sul Piz Albris e poi rilasciati sul Mattalp. Le aree oggi protette sono situate sul Lauelenegg e sul Fräkmüntegg. I primi reinsediamenti inclusero tre maschi (böcke) dai cinque agli otto anni e tre femmine (steingeissen) dai tre ai quattro anni. In seguito, nel 1969 furono liberati 19 stambecchi. Nel censimento del 2004 della popolazione selvatica sono stati avvistati 30 maschi, 28 femmine e 32 giovani esemplari; e nel luglio 2012 sono stati contati 109 esemplari. Oggi lo stambecco è una delle grandi attrazioni del Pilatus.

## Meteorologia
Il Pilatus è storicamente considerato come un "padrone del tempo", che decide il tempo meteorologico e invia i suoi torrenti devastanti sui paesi intorno. Per esempio le piene del Ränggbach a ovest di Kriens hanno ripetutamente inondato Lucerna, e fin dal XV secolo si tentò di risolvere il problema con strutture di contenimento, nel XVI secolo vennero effettuati scavi di ampliamento sul Renggloch, ma solo nel XVIII secolo si riuscì a domare il torrente. Per molto tempo persistette quindi questa brutta reputazione del Pilatus.
Tra gli abitanti della regione, la montagna ha sempre avuto un ruolo da meteorologo. In base a come le nuove si addensano sui suoi pendii è possibile prevedere il tempo:
bleibt im Land das Wetter gut.

Hat er einen Nebelkragen

darf man eine Tour wohl wagen.

Trägt er aber einen Degen,

il tempo rimane buono nel paese.

Se ha un colletto antinebbia

probabilmente potrai uscire.

Ma se indossa una spada,

La "spada" indica un banco nuvoloso allungato.

## Storia
Nel medioevo il massiccio del Pilatus era chiamato Mons fractus ("montagna spezzata"), Frakmont o Fräkmünd. Nel riferimento più antico, risalente circa al 1100, è chiamato Fractus mons. Due rilievi su entrambi i lati del massiccio portano ancora oggi i nomi di Fräkmüntegg e Fräkmünt. Il nome tramutò in seguito in Mons pileatus, dal latino Mons "montagna" e Pila "pilastro/montante", ad indicare i pilastri di roccia che costituiscono la forma frastagliata della montagna; viene da qui riferito come Pylatus (1480), Mons Pilati (1555), Pilatusberg.
Un'altra interpretazione linguistica è la derivazione da pileo, antico copricapo di feltro: pileatus indicherebbe quindi la montagna che indossa un cappello costituito dalle frequenti nuvole che ne avvolgono le cime.
Fu solo più tardi che il preesistente nome Pilato venne associato al prefetto di Roma a Gerusalemme, Ponzio Pilato. La leggenda narra che Ponzio Pilato trovò il suo ultimo luogo di riposo nell'ormai insabbiato lago di montagna Pilatussee vicino Oberalp. Ovunque si cercò di seppellire il corpo, si verificarono tempeste violente. Ecco perché è stata scelta un'alta montagna come Frakmont, in cui le tempeste infuriavano comunque. Ogni Venerdì Santo, il governatore romano della Giudea dovrebbe uscire dalla sua tomba sommersa e sedersi in tribunale in piena regola. Fino al XVI secolo, il consiglio comunale di Lucerna proibiva l'ascesa della montagna con la minaccia della punizione. Il Pilatus non dovrebbe essere disturbato nel lago di montagna, e nessuna tempesta dovrebbe essere evocata. Se qualcuno avesse osato irritare lo spirito di Pilato, ad esempio lanciando un sasso nell'acqua ferma, avrebbe causato terribili tempeste con gravi devastazioni fino a Kriens.
Questa leggenda era nota nell'antichità cristiana ed era comune nel Medioevo. La loro popolarità contribuì molto al fatto che il nome convenzionale "Fräkmünt" fu gradualmente sostituito nel XVI secolo con il nome Pilatus, documentato per la prima volta nel 1475.

Il mondo delle leggende dentro e intorno al massiccio del Pilatus è molto vario. In passato, il Pilatus non era la montagna sublime locale per i lucernesi, ma piuttosto la sede oscura di infide tempeste e cascate che rotolavano verso la città. Divenne la sede di draghi e mostri, di streghe e maghi, ma anche la casa dei piccoli buoni minatori, che erano ben disposti alla gente, che proteggeva il camoscio, ma puniva i malvagi e il cuore duro.
Le leggende e le storie più note sull'area del Pilatus (tra 653 e 670 latitudine e 197 e 214 longitudine) includono:
- La leggenda del prefetto Ponzio Pilato e la sua sepoltura nel lago Pilatus
- La pietra del drago di Lucerna
- Il latte di monte] dal Mondmilchloch
- Il segreto della Dominikhöhle
  - Nella ripida parete nord del campo dell'Ariete è possibile vedere una grotta rocciosa chiamata Dominiloch (anche: Dominikhöhle). Un masso coperto di calcare e indipendente all'ingresso della grotta è stato interpretato come un uomo che, incantato lì, si trova a un tavolo con le braccia e le gambe incrociate. Un'intera serie di leggende si formarono attorno a questa figura congelata: Anni fa si diceva che ci fosse una cappella a Bründlen che fu seppellita da una frana. La statua di san Domenico fu miracolosamente trasferita in questa grotta. Tre giovani ragazzi una volta chiamavano il personaggio nomi diversi, ma lei rispondeva solo al nome Dominik. Tuttavia, chi la chiama un nome diverso morirà nello stesso anno. Secondo un'altra leggenda, un gigante viveva una volta nella Dominikhöhle, che era una fedele guardia del paese e della sua gente. Ma quando dormì e si svegliò per vedere che lo svizzero stava ottenendo lo svizzero, il suo corpo si congelò e si trasformò in pietra.

La prima documentazione storica di ascesa sulla montagna risale a Joachim Vadiano, umanista svizzero che vi salì nel 1518.

## Letteratura
Felix Hemmerlin in De nobilitate et rusticitate dialogus (redatto tra il 1444 e il 1450) racconta del Pilatus e delle sue maledizioni e leggende.